# Jarred Vanderbilt
Jarred Jakobi Vanderbilt (Chicago, Illinois, 3 de abril de 1999) es un baloncestista estadounidense que pertenece a la plantilla de Los Angeles Lakers de la NBA. Con 2,03 metros de estatura, juega en las posición de alero.

## Trayectoria deportiva

### Primeros años
Su etapa de instituto transcurrió en el Victory Prep Academy, donde en su temporada sénior promedió 28,5 puntos, 13,4 rebotes y 8,8 asistencias por partido.
Fue elegido para diputar los prestigiosos McDonald's All-American Game y el Jordan Brand Classic, en el que logró 17 puntos y 7 rebotes.

### Universidad
Jugó una temporada con los Wildcats de la Universidad de Kentucky, en la que promedió 5,9 puntos, 7,9 rebotes y 1,0 asistencias por partido. Al término de la misma se declaró elegible para el Draft de la NBA de 2018, pero sin contratar agente por si decidía dar marcha atrás. Finalmente en mayo dejó claro que no retornaría a Kentucky y seguiría adelante con sus planes de una carrera profesional.

#### Estadísticas
| Año     | Equipo   | PJ | PT | MPP  | %TC  | %3P  | %TL  | RPP | APP | ROB | TPP | PPP |
| ------- | -------- | -- | -- | ---- | ---- | ---- | ---- | --- | --- | --- | --- | --- |
| 2017–18 | Kentucky | 14 | 0  | 17.0 | .426 | .000 | .632 | 7.9 | 1.0 | .4  | .8  | 5.9 |

### Profesional
Fue elegido en la cuadragésimo primera posición del Draft de la NBA de 2018 por Orlando Magic, pero fue traspasado posteriormente a los Denver Nuggets. No hizo su debut hasta el 25 de enero de 2019, en un partido ante Phoenix Suns, logrando un punto y tres rebotes.
Tras una temporada en Denver, el 4 de febrero de 2020 es traspasado a Minnesota Timberwolves, en un traspaso múltiple entre cuatro equipos y que afectó a 12 jugadores.
El 10 de septiembre de 2021, acuerda una extensión de contrato con los Wolves por 3 años y $13,8 millones.
El 1 de julio de 2022 es traspasado, junto a Malik Beasley, Patrick Beverley y Walker Kessler a Utah Jazz, a cambio de Rudy Gobert.
El 8 de febrero de 2023 es traspasado a Los Angeles Lakers en un intercambio entre tres equipos y en el que se vieron involucrados hasta ocho jugadores.
El 15 de septiembre de 2023 acuerda una extensión de contrato con los Lakers por cuatro años y $48 millones.

## Estadísticas de su carrera en la NBA

### Temporada regular
| Año     | Equipo      | PJ  | PT  | MPP  | %TC  | %3P  | %TL   | RPP | APP | ROB | TPP | PPP |
| ------- | ----------- | --- | --- | ---- | ---- | ---- | ----- | --- | --- | --- | --- | --- |
| 2018-19 | Denver      | 17  | 0   | 4.1  | .474 | .000 | .600  | 1.4 | .2  | .4  | .1  | 1.4 |
| 2019-20 | Denver      | 9   | 0   | 4.6  | .714 | .000 | .000  | .9  | .2  | .3  | .1  | 1.1 |
| 2019-20 | Minnesota   | 2   | 0   | 2.5  | .000 | .000 | 1.000 | .5  | .0  | .0  | .0  | 1.0 |
| 2020-21 | Minnesota   | 64  | 30  | 17.8 | .606 | .200 | .559  | 5.8 | 1.2 | 1.0 | .7  | 5.4 |
| 2021-22 | Minnesota   | 74  | 67  | 25.4 | .587 | .143 | .656  | 8.4 | 1.3 | 1.3 | .6  | 6.9 |
| 2022-23 | Utah        | 52  | 41  | 24.1 | .556 | .333 | .657  | 7.9 | 2.7 | 1.0 | .3  | 8.3 |
| 2022-23 | L.A. Lakers | 26  | 24  | 24.0 | .529 | .303 | .784  | 6.7 | 1.6 | 1.2 | .2  | 7.2 |
| 2023-24 | L.A. Lakers | 29  | 6   | 20.0 | .518 | .296 | .667  | 4.8 | 1.2 | 1.2 | .2  | 5.2 |
| 2024-25 | L.A. Lakers | 36  | 2   | 16.1 | .488 | .281 | .556  | 5.1 | 1.1 | 1.0 | .3  | 4.1 |
| Total   | Total       | 309 | 170 | 20.0 | .560 | .288 | .638  | 6.2 | 1.4 | 1.1 | .4  | 5.9 |

### Playoffs
| Año   | Equipo      | PJ | PT | MPP  | %TC  | %3P  | %TL  | RPP | APP | ROB | TPP | PPP |
| ----- | ----------- | -- | -- | ---- | ---- | ---- | ---- | --- | --- | --- | --- | --- |
| 2019  | Denver      | 3  | 0  | 1.7  | —    | —    | —    | .3  | .0  | .0  | .3  | .0  |
| 2022  | Minnesota   | 6  | 6  | 21.5 | .481 | —    | .700 | 7.2 | .7  | 1.2 | .3  | 5.5 |
| 2023  | L.A. Lakers | 15 | 13 | 16.5 | .400 | .241 | .700 | 3.2 | .8  | .7  | .8  | 4.6 |
| 2025  | L.A. Lakers | 5  | 0  | 12.0 | .333 | .000 | .750 | 3.8 | 1.0 | .6  | .2  | 1.4 |
| Total | Total       | 29 | 19 | 15.2 | .419 | .233 | .706 | 3.8 | .7  | .7  | .6  | 3.8 |